# Biserica de lemn din Ciocadia

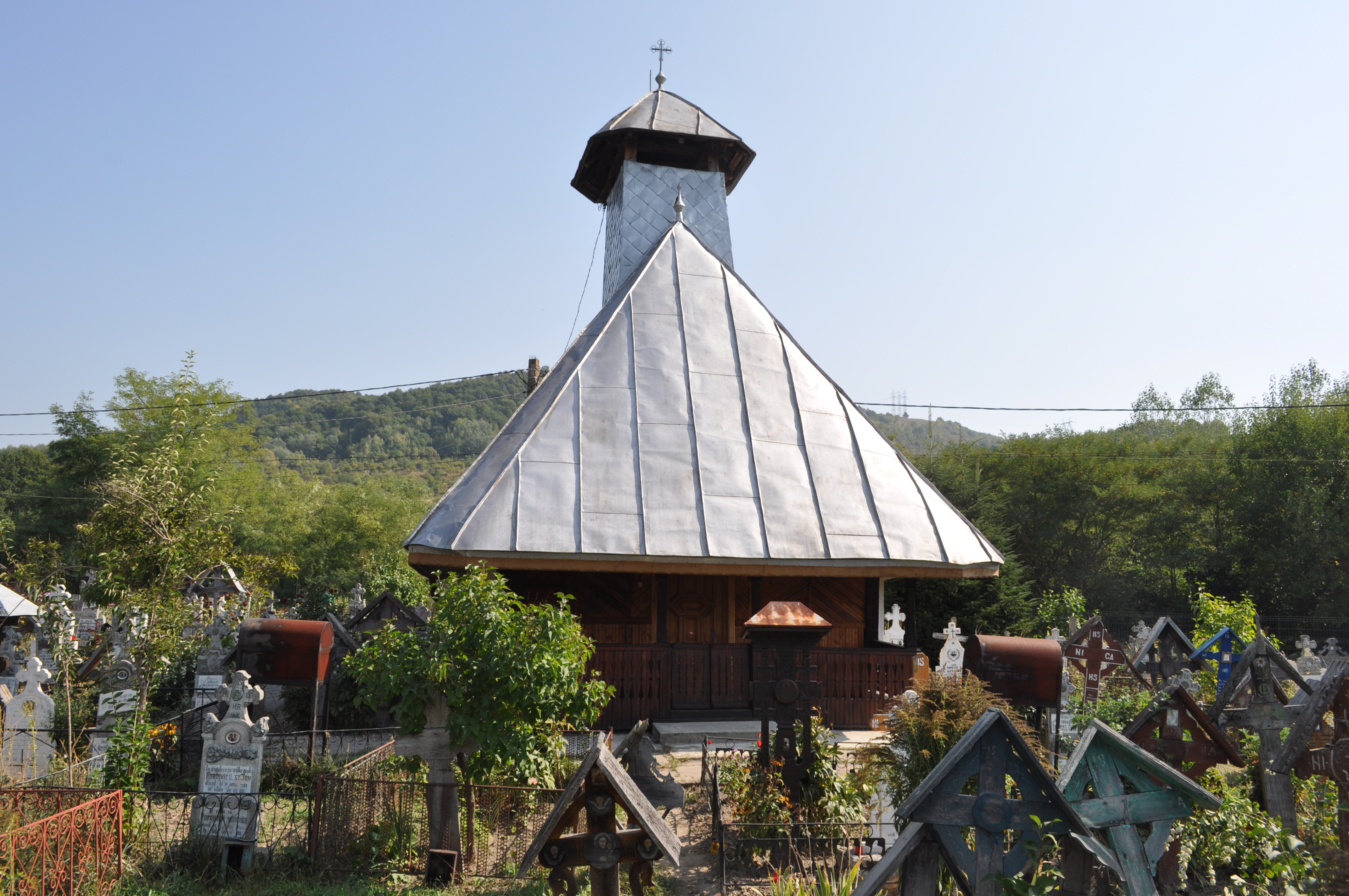
Biserica de lemn din Ciocadia, comuna Bengești-Ciocadia, județul Gorj, foto: septembrie 2011.

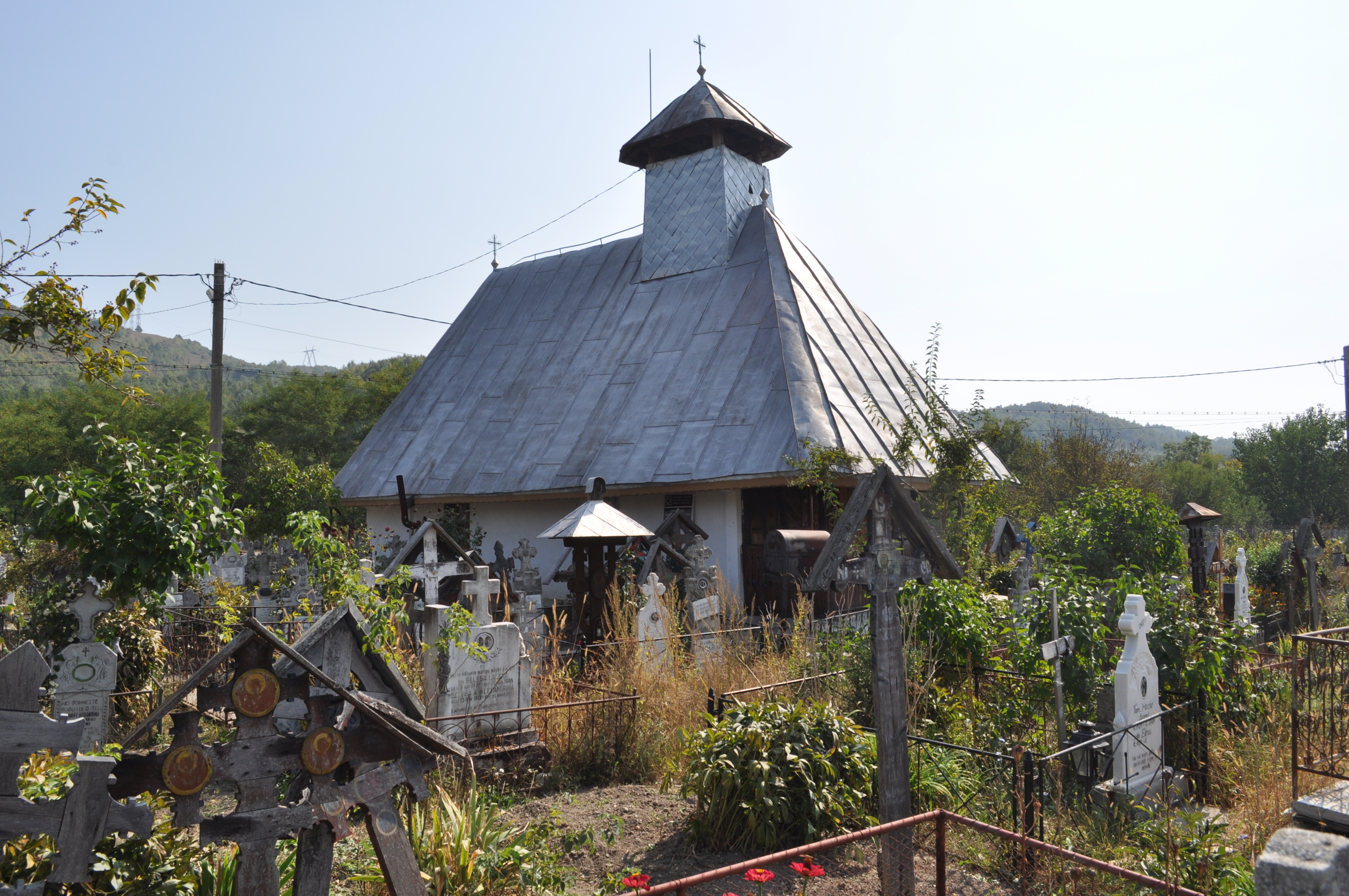
Biserica de lemn din Ciocadia, comuna Bengești-Ciocadia, județul Gorj, foto: septembrie 2011.

Împrejurimi

Imagine de arhivă

Cruce veche de lemn pictată

Biserica de lemn din Ciocadia, comuna Bengești-Ciocadia, județul Gorj, a fost construită în 1763. Are hramul „Pogorârea Sfântului Duh” și „Sfântul Nicolae”. Biserica se află pe noua listă a monumentelor istorice sub codul LMI:  GJ-II-m-B-09277.

## Istoric și trăsături
Biserica se păstrează în cimitirul din Ciocadia de Sus sau Mogoș cum mai este cunoscut (după numele fostului sat). Conform tradiției ar fi de pe la 1600, dar dimensiunile (lungimea navei 8,10 m, lățimea 4,90 m) și alcătuirea confirmă mai degrabă datarea de la mijlocul secolului XVIII. Se remarcă prin forma altarullui: decroșat (0,50 m), pe o mică înălțime a părții de jos, și în continuarea navei, prin cele șapte bârne de sus. Acoperirea interioară este alcătuită dintr-o boltă în leagăn peste navă, un trunchi de con și trei fâșii curbe peste altar și bârne peste proscomidie și diaconicon. Deasupra pronaosului a fost adăugată o clopotniță, fără a se recurge la modificarea bolții respective, clopotnița fiind susținută de un suport pe tiranți. Elementele prispei: fruntarele simple și stâlpii cu baze și capitele marcate prin forme geometrice, pot fi atribuite reparațiilor de la mijlocul secolului trecut. 
Patrimoniul pictat al bisericii cuprinde tâmplișoara din pronaos, cu chipuri de sfinți și panouri și chenare cu flori, ușile împărătești și numeroasele icoane din naos ce pot fi atribuite lui Constantin zugravu din Novaci.
Tâmpla actuală datează din 1850, aceeași fiind și data unui epitaf. Autorul picturii registrelor tâmplei și a icoanelor prăznicar nu este cunoscut, fiind probabil unul dintre numeroșii zugravi olteni, păstrători ai tradițiilor artei brâncovenești.

În altar există două icoane, datate 1860 și semnate: Marin zugravu.

## Imagini din exterior

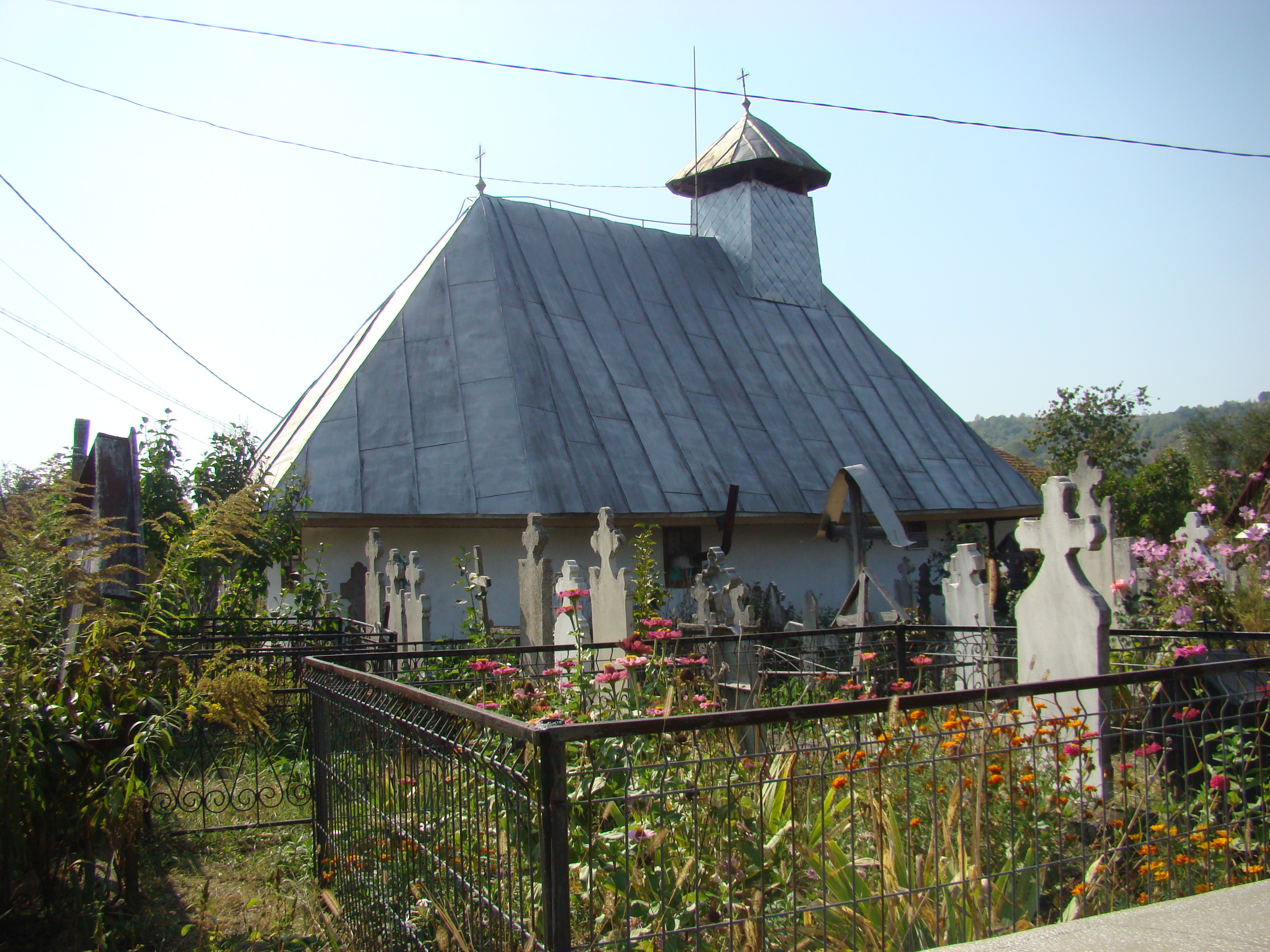
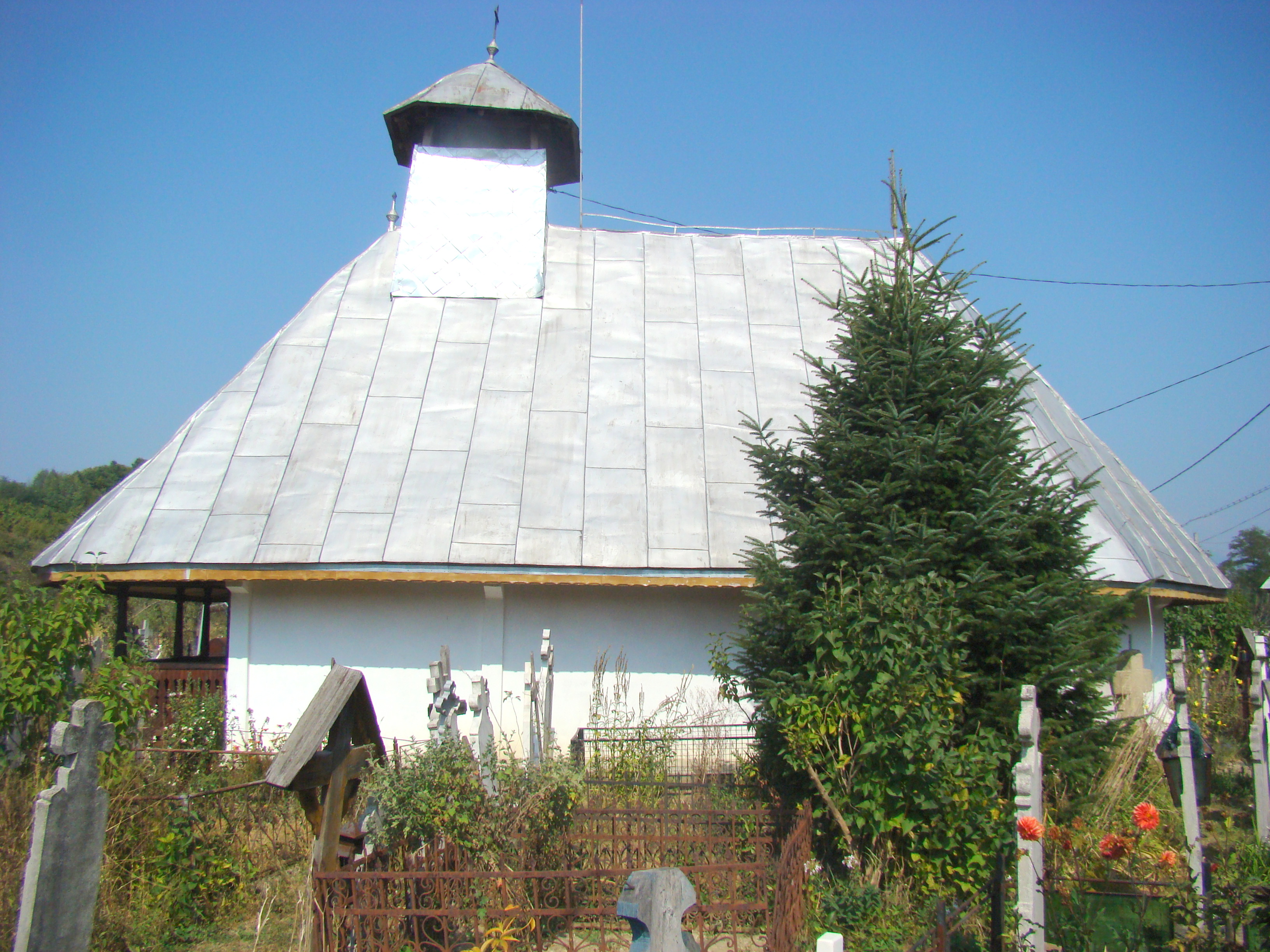
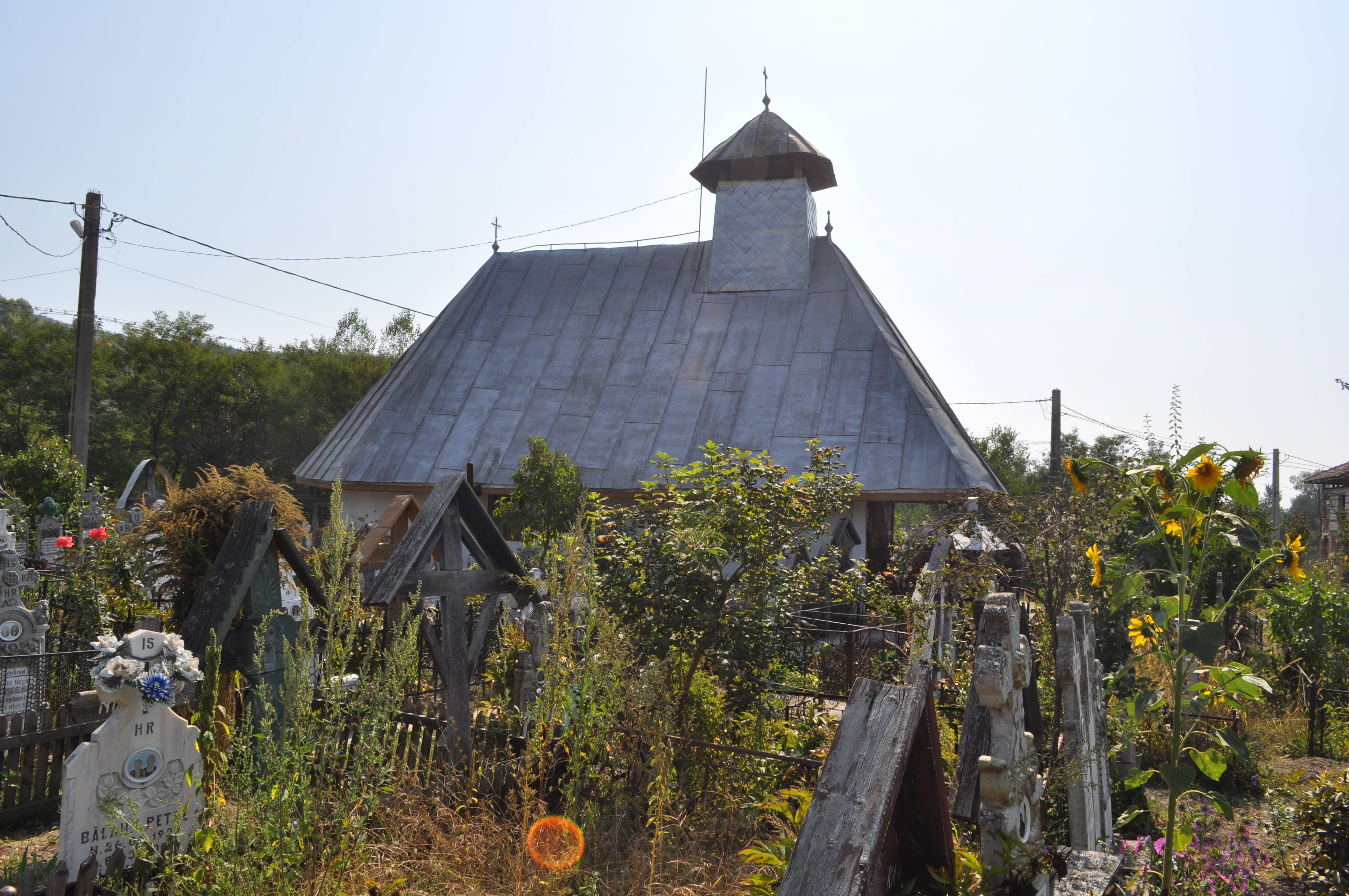
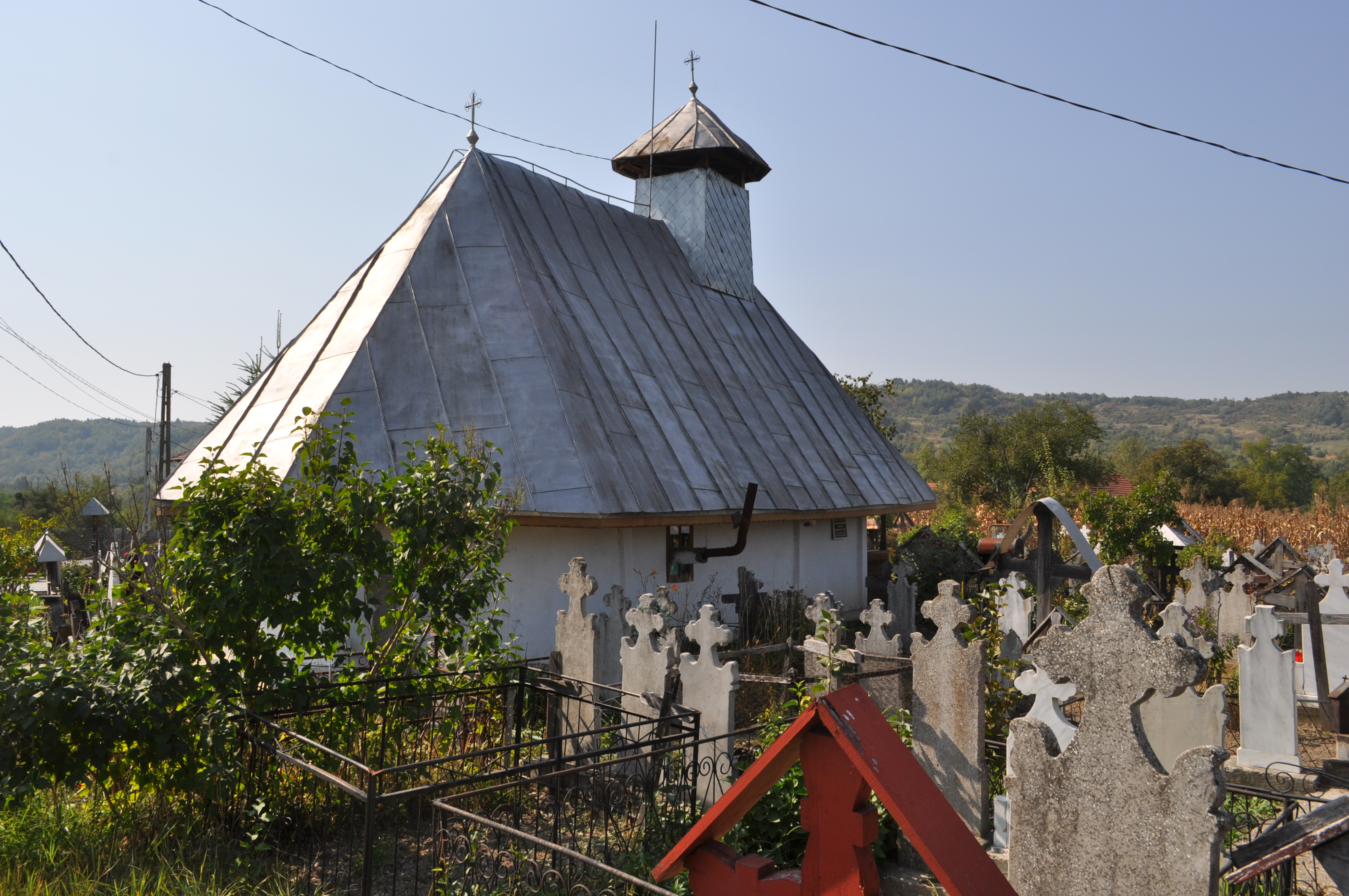
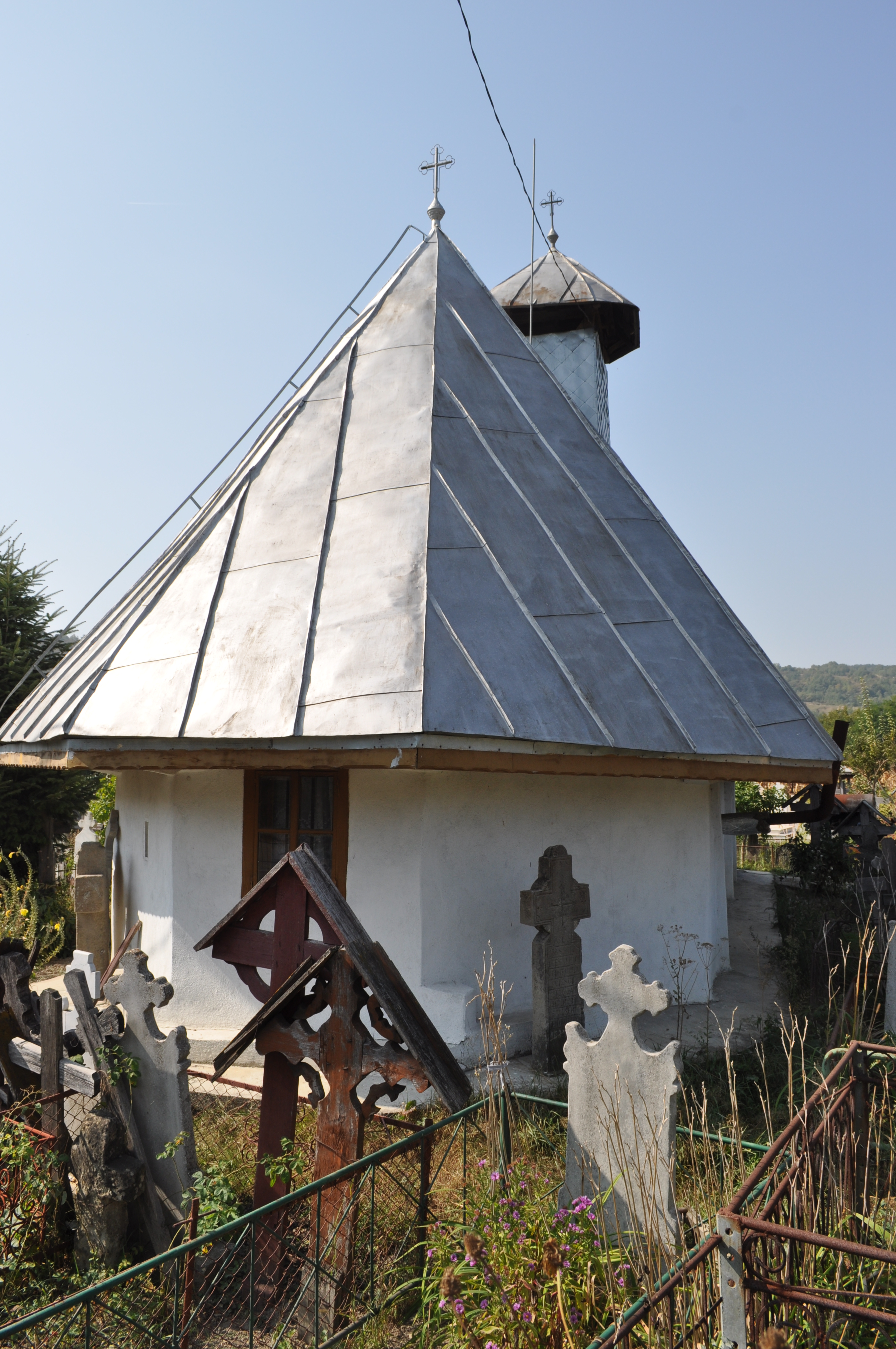